# Traktören

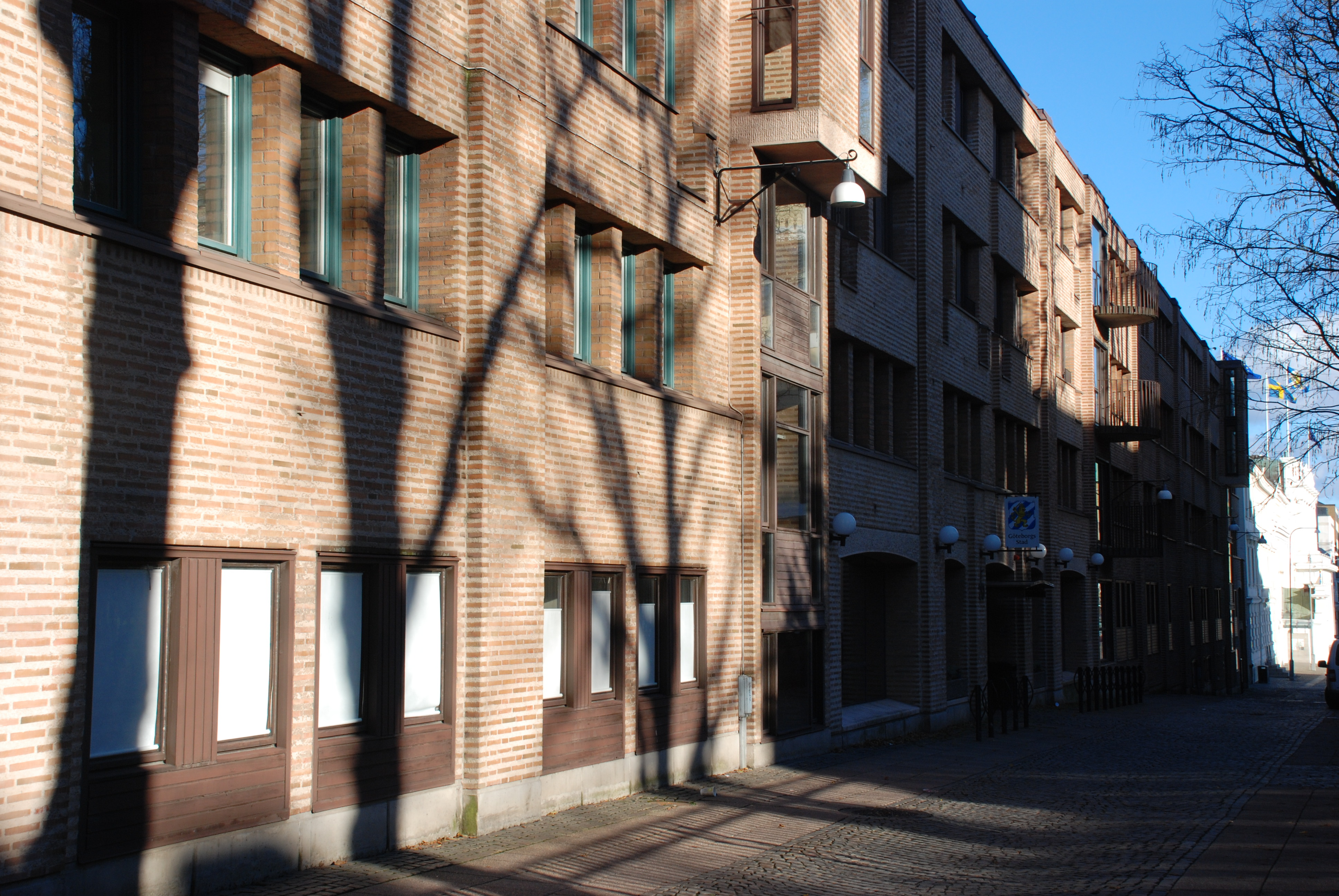
Göteborgs stads förvaltningsbyggnad Traktören från Köpmansgatan.

Traktören, är en kommunal förvaltningsbyggnad i kvarteret Traktören i västra Nordstaden i centrala Göteborg. De förvaltningar som inryms i byggnaden är sedan 2 januari 2022 stadsbyggnadsförvaltningen och stadsmiljöförvaltningen. Kvarteret Traktören avgränsas av Köpmansgatan - Torggatan - Postgatan och Tyggårdsgatan.

## Byggnaden
1963 uttalade sig Göteborgs stadsfullmäktige för att ett förvaltningscentrum skulle uppföras i västra Nordstan, och 1966 tillsattes en byggnadskommitté. År 1969 beslutades att stadsbyggnadskontoret, fastighetskontoret och stadskontoret, med flera skulle ingå i en första etapp, då dessa var utspridda på åtta stycken olika adresser. Ett avtal upprättades 1971 mellan kommunen och Familjebostäder, där bolaget skulle projektera, finansiera och uppföra en byggnad i kvarteret. Avtalet överfördes senare till Göteborgs stads bostads AB. 
Byggnaden i sex plan stod klar vid årsskiftet 1978–79 och hade ritats av Per-Axel Ekholm Arkitektkontor. Byggnadens längd är 120 meter och bredden är 55 meter. Byggnadsvolymen är 84 000 kubikmeter och golvytan 23 000 kvadratmeter. Huset står byggt dels direkt på berget, dels på pålar. I bottenvåningen mot Torggatan bevarades en äldre källare med kryssvalv från 1700-talet.
År 1960 innan rivningarna påbörjades bestod kvarteret av 14 hus, bland annat tre välbevarade 1700-talshus, med små kringbyggda gårdar. I samband med nybyggnaden genomfördes arkeologiska undersökningar, där många fynd gjordes och en av de framgrävda husgrunderna från 1600-talet har återuppbyggts i kanten av den västra gården. På mittgården, nära huvudentrén står Claes Hakes skulpturgrupp Näcken spelar upp.
Stadsbyggnadskontoret, Trafikkontoret och Stadsledningskontoret satt tidigare i Traktören.

## Historia
I början av 1800-talet bestod byggnaderna mot Köpmansgatan och Torggatan av representativa stenhus, medan de mot Sillgatan (Postgatan) och Tyggårdsgatan var av enklare slag. Flera av fastigheterna ägdes av Stadens Barnhus och Willinska fattigfriskolan. Under perioden 1900–1920 revs de fastigheter som ägts av Stadens Barnhus och istället uppfördes år 1906 det tre våningar höga Mantalshuset, i vilket Mantalsverket och Kommunal- och Kronouppbördskontoret inrymdes. Mantalsverkets byggnad höjdes till fyra våningar i slutet av 1950-talet. I fastigheten nummer 7 mot Torggatan inrymdes restaurangen S:t Eriks källare, vilken stängdes den 28 februari 1970. Huset på tomten nummer 1 revs år 1963. Husen på tomterna nummer 2 och 3, vilka uppförts på 1700-talet i såväl sten som korsvirke, revs år 1966, och var troligen de sista av den hustypen som fanns kvar i Göteborg. Huset på tomt nummer fyra revs strax efter de på tomterna nummer 2 och 3.